# Gorre
Gorre – miejscowość i gmina we Francji, w regionie Nowa Akwitania, w departamencie Haute-Vienne.
Według danych na rok 1990 gminę zamieszkiwało 350 osób, a gęstość zaludnienia wynosiła 22 osoby/km² (wśród 747 gmin Limousin Gorre plasuje się na 325. miejscu pod względem liczby ludności, natomiast pod względem powierzchni na miejscu 420.).

## Galeria

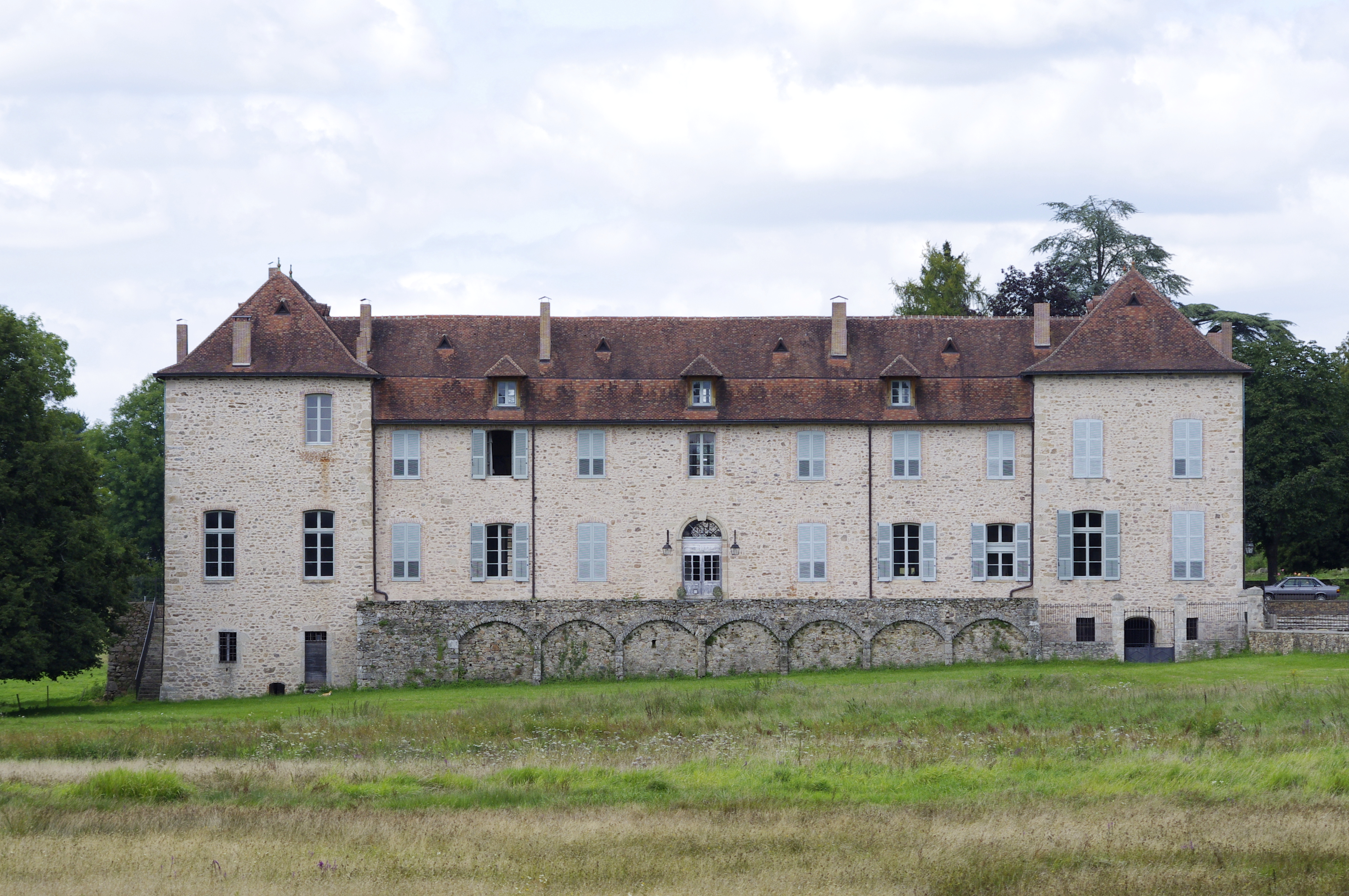
Zamek Gorre (2014)
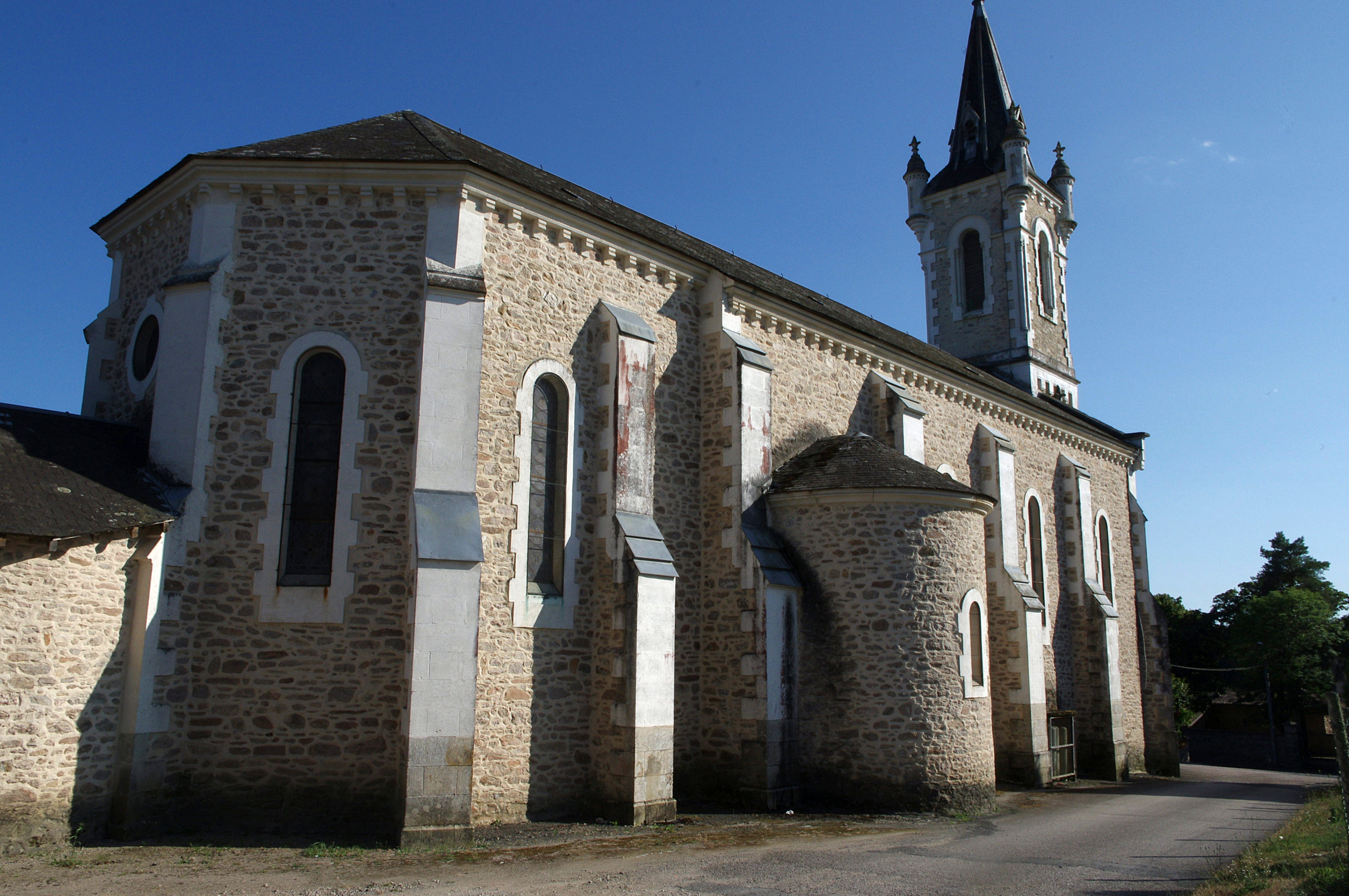
Kościół św. Krzyża (2015)

## Populacja

Populacja Gorre w latach 1962–2008